# Meinrad Schär

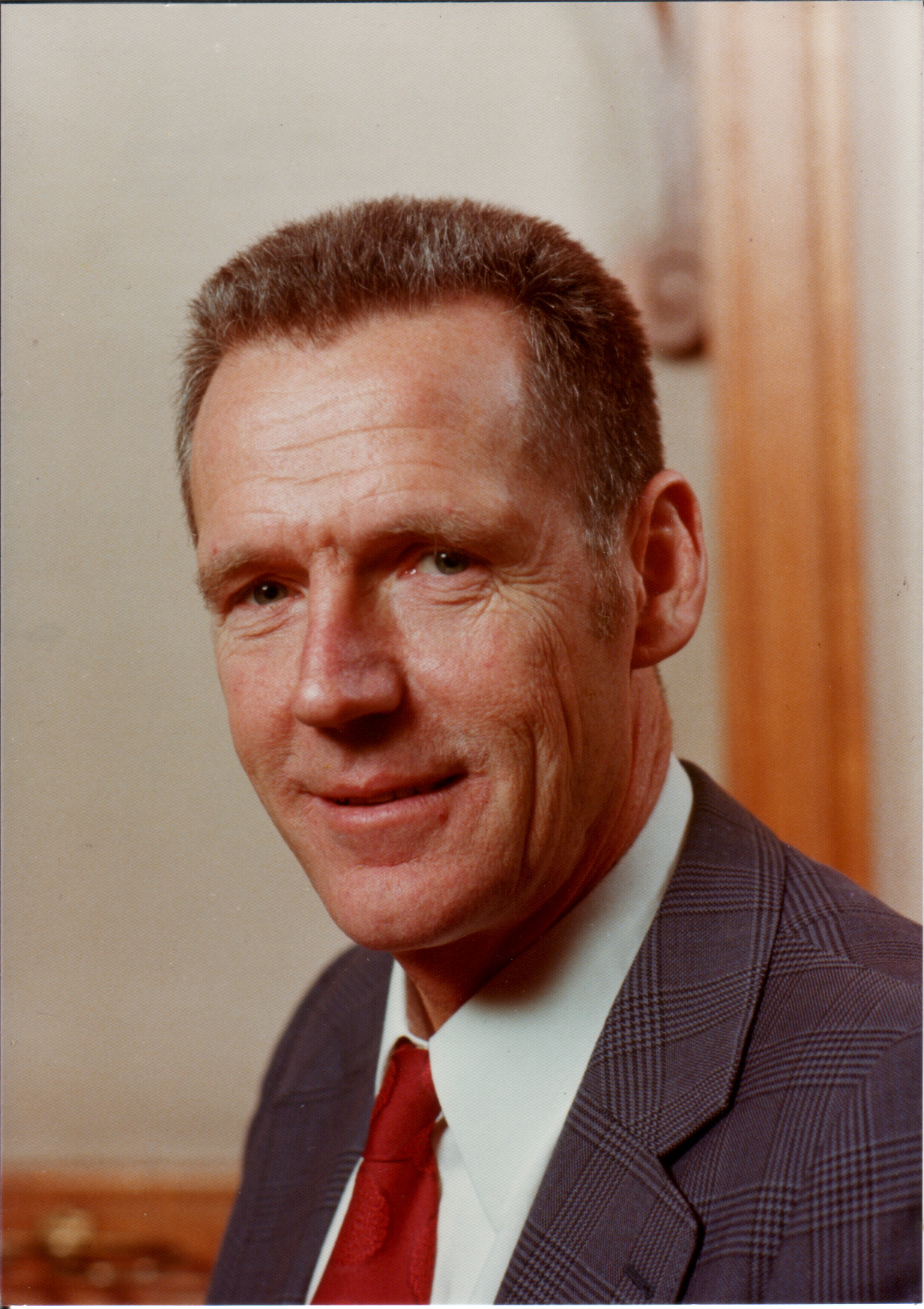
Meinrad Schär

Meinrad Schär (* 15. Juli 1921 in Busswil bei Melchnau, Kanton Bern; † 9. November 2007 in Zürich) war ein Schweizer Arzt und Politiker (LdU). Er war der erste Sozial- und Präventivmediziner in der Schweiz.

## Leben
Schär wuchs in Basel auf und absolvierte dort zunächst eine Lehre als Laborant bei Geigy. Auf dem zweiten Bildungsweg erlangte er die Matura und studierte Medizin an der Universität Basel, wo er 1952 er  mit einer Arbeit über die Mechanismen der Herzrhythmusstörungen nach Adrenalin zum Dr. med. promoviert wurde. Nach Tätigkeit am Basler Tropeninstitut absolvierte er 1955 als erster Schweizer mit einem Stipendium des Schweizerischen Nationalfonds einen Master of Public Health an der University of California, San Francisco.
Er arbeitete ab 1956 im damaligen Eidgenössischen Gesundheitsamt, von 1960 bis 1962 als Vizedirektor. In dieser Zeit entwickelte er zusammen mit dem Vorsteher des Eidgenössischen Departement des Innern, Bundesrat Hans-Peter Tschudi einen Erlass, der die Sozial- und Präventivmedizin als neues Prüfungsfach des medizinischen Staatsexamens einführte.
1962 erhielt er einen Ruf als ordentlicher Professor auf den neu geschaffenen Lehrstuhl für Sozial- und Präventivmedizin an die Universität Zürich. Er war Gründer des ersten europäischen Universitätsinstituts für Präventivmedizin. 1987 wurde er emeritiert.
Schärs Forschungsarbeit zur Gesundheitsförderung wurde mit mehreren Preisen ausgezeichnet, etwa 1994 mit dem Aeberhardt-Preis für entscheidende Grundlagen für nachhaltige Gesundheitsförderung in der Schweiz.
Schär engagierte sich zudem in der Politik: Von 1975 bis 1982 war er für den Landesring der Unabhängigen des Kantons Zürich im Nationalrat.
Nach seiner Pensionierung war Schär von 1987 bis 1992 IKRK-Delegierter in Genf und von 1992 bis 1998 Präsident der schweizerischen Sterbehilfe-Organisation «Exit (Deutsche Schweiz)». 1999 wurde ihm vom Kanton Zürich die Erlaubnis entzogen, das Freitod-Medikament Natrium-Pentobarbital zu verschreiben.
Er war auch Mitglied im Patronatskomitee der Stiftung «Pro offene Türen der Schweiz», einer Organisation für die Förderung von Anlaufstellen für Menschen in seelischer Not.

## Schriften (Auswahl)
- Leitfaden der Sozial- und Präventivmedizin. Huber, Bern 1968; 3., erweiterte Auflage 1984, ISBN 3-456-80788-0.
- Ich will nicht mehr rauchen. Goldmann, München 1969; 3. Auflage 1974, ISBN 3-442-10542-0.
- Gesundheitsschäden durch Tabakgenuß. Goldmann, München 1971, ISBN 3-442-50022-2.
- Kompendium der Schutzimpfungen. Karger, Basel 1973; 4., überarbeitete Auflage 1991, ISBN 3-8055-5257-2.
- Gesundheit und Krankheit in der Industriegesellschaft (mit Kurt Biener). Huber, Bern 1986, ISBN 3-456-81495-X.
- Das Selbstbestimmungsrecht des Schwerkranken. Schweizerische Gesellschaft für Gesundheitspolitik, Muri 1994, ISBN 3-85707-036-6.

## Fussnoten
1. ↑  Nekrologe 2007. Universität Zürich, S. 27.
2. ↑  — (Memento vom 1. Februar 2008 im Internet Archive)
3. ↑  Archivierte Kopie (Memento vom 3. September 2007 im Internet Archive)

| Personendaten    | Personendaten                      |
| ---------------- | ---------------------------------- |
| NAME             | Schär, Meinrad                     |
| KURZBESCHREIBUNG | Schweizer Arzt und Politiker (LdU) |
| GEBURTSDATUM     | 15. Juli 1921                      |
| GEBURTSORT       | Busswil bei Melchnau               |
| STERBEDATUM      | 9. November 2007                   |
| STERBEORT        | Zürich                             |